# Ернст I (герцог Саксен-Альтенбургу)
Ернст I (нім. Ernst I.), Ернст Саксен-Альтенбурзький (нім. Ernst von Sachsen-Altenburg), при народженні Ернст Саксен-Гільдбурггаузенський (нім. Ernst von Sachsen-Hildburghausen), повне ім'я Ернст I Фрідріх Пауль Георг Ніколаус Саксен-Альтенбурзький (нім. Ernst I Friedrich Paul Georg Nikolaus von Sachsen-Altenburg; 16 вересня 1826 —  7 лютого 1908) — герцог Саксен-Альтенбургу у 1853—1908 роках. Син попереднього герцога Саксен-Альтенбургу Георга Доброго та принцеси Мекленбург-Шверінської Марії Луїзи.
Сприяв перетворенню Альтенбургу на великий індустріальний центр. Реформував військо за прусським зразком. Учасник Франко-прусської війни. Був присутнім  у Версалі на проголошенні створення Німецької імперії.

## Біографія

### Молоді роки
Народився 16 вересня 1826 року у Гільдбурггаузені. Став первістком в родині принца Саксен-Гільдбурггаузенського Георга та його дружини Марії Луїзи Мекленбург-Шверінської, з'явившись на світ за одинадцять місяців після їхнього весілля. Мав молодших братів Моріца й Альбрехта, який прожив лише 7 років.
На момент народження Ернста, його дід Фрідріх правив Саксен-Гільдбурггаузеном, але вже за два місяці (12 листопада 1826 року) був підписаний Ернестинський договір про поділ земель, і він став герцогом відновленого Саксен-Альтенбургу, натомість передавши колишні землі Саксен-Майнінгену. Незважаючи на те, що двір відбув до Альтенбургу, принц Георг із родиною залишались у Гільдбурггаузені ще три роки, і переїхали до Саксен-Альтенбургу лише у травні 1829 року, обравши резиденцією замок Крістіансбург поблизу Айзенбергу. У вересні 1834 року Георг став кронпринцом після вцарювання старшого брата Йозефа.

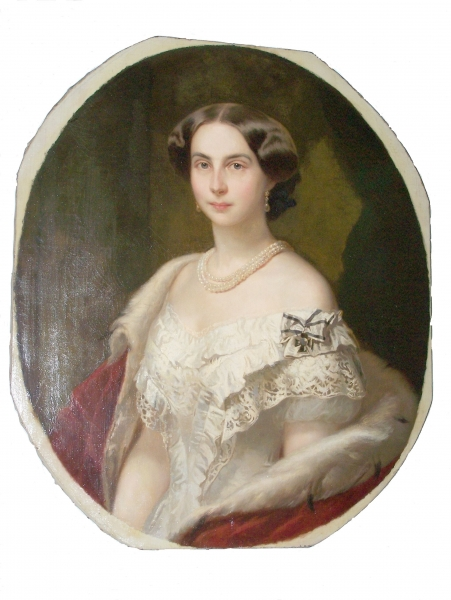
Аґнеса Ангальт-Дессауська близько 1853 року

Від 1840 року Ернст і його молодший брат Моріц здобували освіту в Університеті Єни. Принц був носієм стрічок студентських братств «Corps Franconia Jena» та «Corps Saxo-Borussia Heidelberg». У жовтні 1843 року почав вивчення конституційного права в Лозаннському університеті, яке згодом продовжив у Женеві, Бреслау та Лейпцизі. На своє 18-річчя отримав великий хрест ордену дому Саксен-Ернестінів.
У середині серпня 1845 року розпочав військову підготовку у складі 2-ї роти герцогського лінійного батальйону Саксен-Альтенбургу. 29 вересня 1847 отримав чин молодшого лейтенанта у складі 6-го єгерського батальону прусської армії, розквартированого у Бреслау. У листопаді 1848 року його батько став герцогом Саксен-Альтенбургу, а сам Ернст — спадкоємцем престолу.  В ході візиту до кузини Александри, яка 1848 року узяла шлюб із великим князем Костянтином Миколайовичем, познайомився з російським цесаревичем, майбутнім імператором Олександром II, з яким потоваришував. Після завершення освіти у Лейпцизькому університеті став старшим лейтенантом у складі 1-го гвардійського пішого полку, який розташовувався у Потсдамі. 17 березня 1853 року отримав чин майора. 
У віці 26 років узяв шлюб із 28-річною принцесою Ангальт-Дессауською Аґнесою. Весілля відбулося 28 квітня 1853 в Дессау. На урочистостях був присутнім король Пруссії Фрідріх Вільгельм IV. Шлюб виявився щасливим, у пари згодом народилось двоє дітей. У травні того ж року хворий батько передав йому управління державою і за кілька місяців помер.

### Герцог Саксен-Альтенбургу
Ернст вступив на престол 3 серпня 1853 року. Брав мало участі у політичному житті країни, віддаючи перевагу полюванню, але радо займався соціальними проблемами. Спростив державне управління. Альтенбург за його володарювання перетворився на індустріальний центр. Удільне майно, оголошене під час революції 1848 року власністю держави, повернулося у власність герцога. Був скасований суд присяжних. 31 березня 1863 року вийшов указ про свободу торгівлі. 1864 року Ернст відновив міську ратушу Альтенбургу. 1868 року підписав договір про уточнення кордонів з князівством Ройсс-Ґери та ініціював будівництво придворного театру, який було відкрито 1871 року. Вартість будівництва театру, включаючи внутрішнє оздоблення та обладнання, склала близько 350  000 марок.

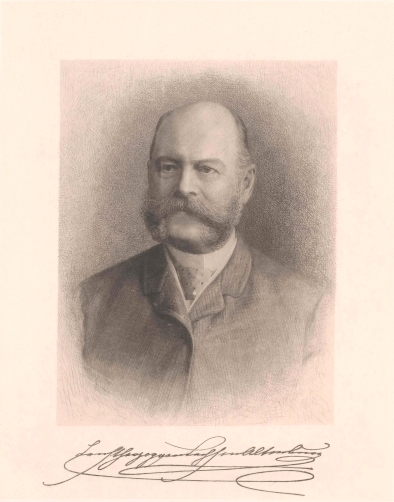
Герцог Ернст I

Залізнична компанія Gößnitz-Geraer Eisenbahn-Gesellschaft, заснована у 1863 році, встановила перше залізничне сполучення між Саксен-Альтенбургом і князівством Ройс-Гера із його столицею Герою. Лінія була відкрита 28 грудня 1865 року. Сприяла розвитку промислових міст Шмелльн та Роннебург.
Протягом усього правління Ернст I мав тісний зв'язок з Пруссією. 30 березня 1862 року підписав з королівством військову конвенцію: всі альтенбурзькі офіцери мали складати присягу прусському королю. У 1863 році, як і прусський представник, був відсутнім на Дні франкфуртських князів, де обговорювалася реформа Північнонімецької конфедерації через австро-прусське суперництво. Зрештою, реформа була провалена. 
В Австро-прусській війні підтримав Пруссію, незважаючи на австрійські симпатії багатьох членів його династії. Альтенбурзький полк був приписаний до 2-го резервного корпусу під командуванням великого герцога Фрідріха Франца II Мекленбург-Шверінського. Участі у бойових діях він не брав. У 1867 році Саксен-Альтенбург увійшов до складу Північнонімецького союзу, армія була реформована за прусською моделлю.
Після початку Франко-прусської війни Ернст вирушив до Берліну, аби засвідчити свою вірність королю Вільгельму I. Отримал дозвіл приєднатися до штабу великого герцога Мекленбург-Шверіну Фрідріха Франца II. 4 жовтня 1870 року герцог прибув у розпорядження штабу IV армійського корпусу, до якого відносився до кінця війни. Брав участь в облозі Парижа та битвах на Луарі. Був учасником проголошення Німецької імперії у Версалі 18 січня 1871 року.
У 1873 році відвідав Санкт-Петербург, де імператор Олександр II зробив його шефом Білостоцького 50-го піхотного полку. Від 30 серпня того року військову частину було перейменовано на 50-й піхотний Білостоцький Його Високості герцога Саксен-Альтенбурзького полк. Згодом Ернст відвідав Османську імперію та Австро-Угорщину.

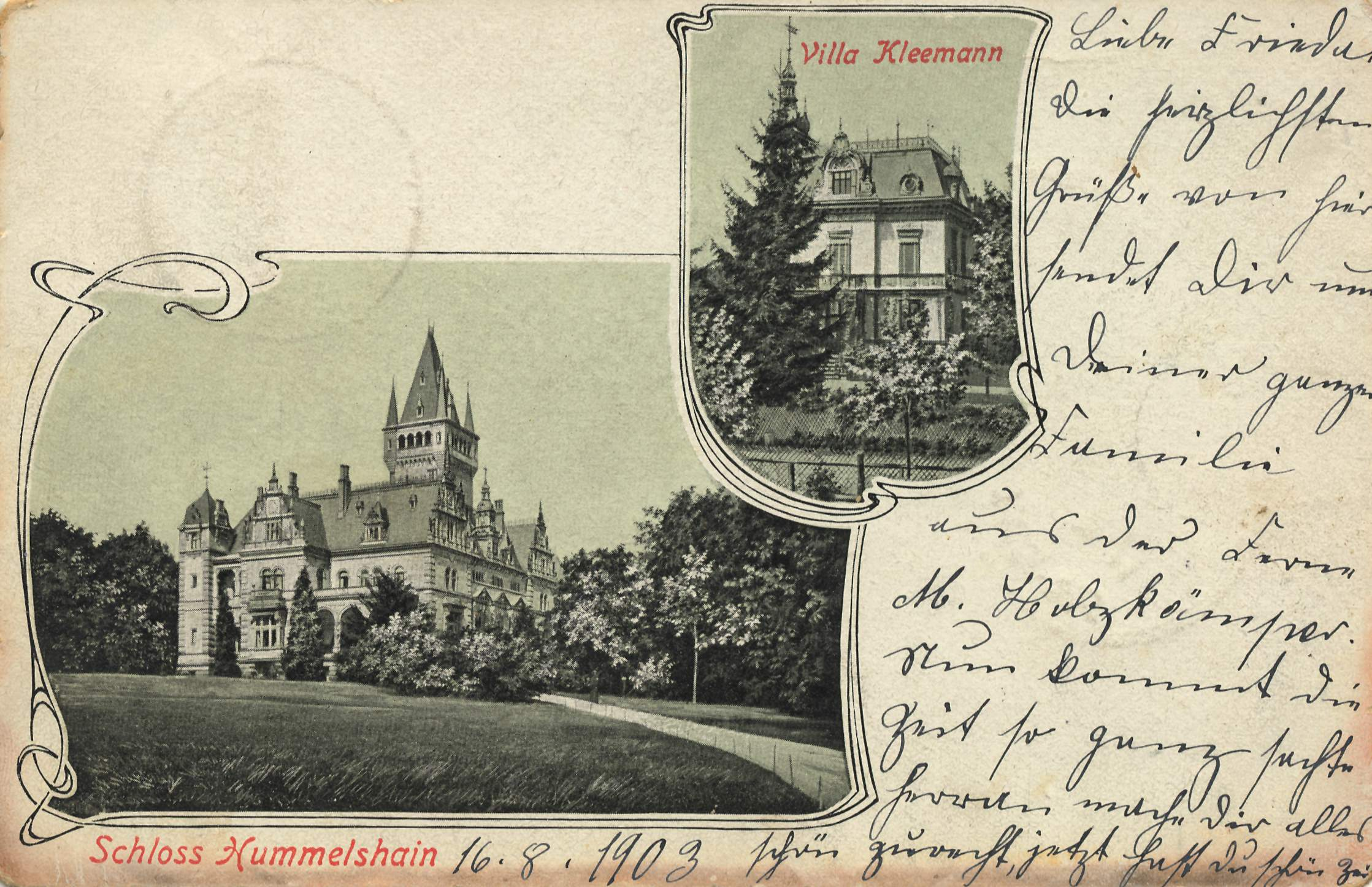
Замок Гуммельсгайн

 Фінансове становище країни було настільки сприятливим, що у 1881 році податки значно знизили.
Альтенбурзький замок, основна резиденція Ернста, протягом його правління кілька разів страждав від пожеж (24 серпня 1864, 30 вересня 1868,  1905), після чого відновлювався та перебудовувався. На знак подяки за зусилля у гасінні, герцог нагороджував міську та придворну пожежні команди, а також інших причетних осіб пам'ятними медалями. Літо та сезон полювання герцогська сім'я проводила у замку Гуммельсгайн. 5 січня 1872 року західний бічний флігель замку згорів ущент. Хоча існували плани його реконструкції, Ернст I у 1879 році замовив будівництво нового замку поблизу, яке  було завершене 1885 року. За відсутності правителів, будівля була відкритою для відвідування. Втім, старий замок навіть після побудови нового продовжував слугувати місцем проживання герцогської сім'ї та їх гостей. Так, у 1891 та 1894 роках відвідував Гуммельсгайн та брав участь у полюваннях імператор Вільгельм II.
Ернст I пережив дружину і помер 7 лютого 1908 в Альтенбурзі у віці 81 року. Був похований у міській меморіальній церкві герцогині Агнеси. Саксен-Альтенбург успадкував син його брата Моріца — Ернст II.

## Родина

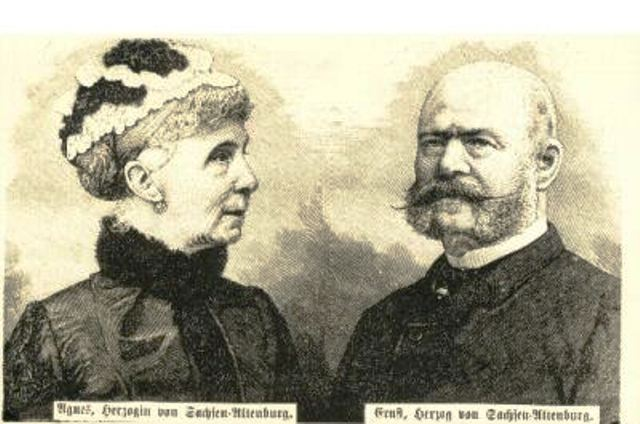
Герцог з дружиною близько 1870

Дружина — принцеса Ангальт-Дессауська Аґнесою.
Діти:
- Марія Фредеріка (1854–1898) — дружина Альбрехта Прусського, мала трьох синів;
- Георг Леопольд (1—29 лютого 1856) — прожив 1 місяць.

## Військові звання
- 29 вересня 1847 — лейтенант;
- 8 травня 1851 — оберлейтенант;
- 21 жовтня 1852 — капітан;
- 17 березня 1853 — майор;
- 17 лютого 1856 — генерал-майор прусської армії;
- 24 листопада 1856 — генерал-майор саксонської армії;
- 31 травня 1859 — генерал-лейтенант прусської армії;
- 8 червня 1866 — генерал піхоти прусської армії;
- 17 жовтня 1871 — генерал піхоти саксонської армії;
- 28 вересня 1907 — генерал-полковник саксонської армії;
- 28 вересня 1907 — генерал-полковник прусської армії.

## Нагороди

### Саксонські герцогства
- Орден дому Саксен-Ернестіне, великий магістр (3 серпня 1853)
- Медаль «За вислугу років» (Саксонія) 1-го класу (25 років)

### Ганноверське королівство
- Орден Святого Георгія (Ганновер) (1855)
- Королівський гвельфський орден, великий хрест
- Орден Ернста Августа, великий хрест

### Велике герцогство Баденське
- Орден Вірності (Баден) (1881)
- Орден Бертольда I (1881)

### Шаумбург-Ліппське князівство
- Орден дому Ліппе, почесний хрест 1-го класу з короною
- Медаль «За військові заслуги» (Ліппе)

### Мекленбург
- Орден Вендської корони, великий хрест з ланцюгом
- Хрест «За військові заслуги» (Мекленбург-Шверін) 2-го класу

### Прусське королівство
- Орден Чорного орла з ланцюгом
- Орден Червоного орла 1-го класу
- Королівський орден дому Гогенцоллернів, великий командорський хрест
- Орден Святого Йоанна (Бранденбург), почесний лицар
- Залізний хрест 2-го класу

### Російська імперія
- Орден Андрія Первозванного
- Орден Святого Георгія 4-го ступеня

### Інші країни
- Орден Рутової корони (Саксонське королівство; 1848)
- Орден Білого Сокола, великий хрест (Велике герцогство Саксен-Веймар-Айзенаське; 24 лютого 1849)
- Орден Альберта Ведмедя, великий хрест з мечами (Ангальтське герцогство)
  - орден (3 січня 1852)
  - мечі (1872)
- Орден Заслуг герцога Петра-Фрідріха-Людвіга, великий хрест із золотою короною і ланцюгом (Велике герцогство Ольденбурзьке; 9 лютого 1852)
- Орден Святого Губерта (Баварське королівство; 1853)
- Королівський угорський орден Святого Стефана, великий хрест (Австро-Угорщина; 1859)
- Орден Серафимів (Шведсько-норвезька унія; 24 лютого 1864)
- Орден Вюртемберзької корони, великий хрест (1868)
- Орден Генріха Лева, великий хрест з мечами (Брауншвейзьке герцогство; 1876)
- Орден Слона (Данія; 28 жовтня 1882)
- Орден Золотого лева Нассау
- Орден Леопольда I, велика стрічка (Бельгія)
- Орден Нідерландського лева, великий хрест
- Орден «Османіє» 1-го класу з діамантами
- Орден Зірки Румунії, великий хрест
- Орден Таковського хреста, великий хрест (Сербське князівство)
- Орден Святого Стефана, великий хрест (Велике герцогство Тосканське)